# Nico Andriessen (architect, 1892–1947)
Nicolaas (Nico) Ignatius Maria Andriessen (Hilversum, 27 mei 1892 - aldaar, 13 juli 1947) was een Nederlandse architect.
Zijn vader Piet Andriessen was de gemeentearchitect van Hilversum, moeder was Geertruida Hendrika Calis. Nico trouwde in 1920 met Anna Maria van den Hurk en na haar overlijden (1925) in 1927 met Johanna Maria Elisabeth Sickman.
Nico Andriessen kreeg zijn opleiding aan de Amsterdamse Rijksnormaalschool voor Teekenonderwijzers in Amsterdam. Daarna behaalde hij een akte MO in rechtlijnig tekenen en bouwkundig tekenen aan scholen voor de opleiding van technici. In 1916 haalde hij nog een onderwijsakte.
Na zijn studie werkte hij als opzichter/tekenaar bij de afdeling Publieke Werken in Amsterdam.
Vanaf 1921 tot de Tweede Wereldoorlog was Nico Andriessen vaste architect van de Hilversumse Volkswoningbouwvereniging St Joseph. In de 27 jaar dat hij voor de woningstichting werkte zou hij meer dan 600 woningen ontwerpen. Van 1919 tot 1921 was hij vennoot van het architectenbureau Nic. Andriessen & Johs van der Hurk. Samen tekenden zij Arbeiderswoningen Zandvoortweg e.o. voor woningbouwvereniging St. Joseph.
In 1921 ging Andriessen als architect onder eigen naam verder. Het meeste van zijn werk staat in Hilversum. In 1928 bouwde hij voor zichzelf de villa aan de Laapersweg 3. Aan de Laapersweg staan meerdere door hem ontworpen huizen.
Veel van zijn opdrachtgevers waren van katholieken huize. Hoewel het meeste van zijn werk behoort tot de bouwstijl van de Amsterdamse school, horen het complex van Sint-Josephkerk en de woningen aan de Veenshof en omgeving tot de stijl van de Delftse School.

## Bouwwerken (selectie)
Baarn

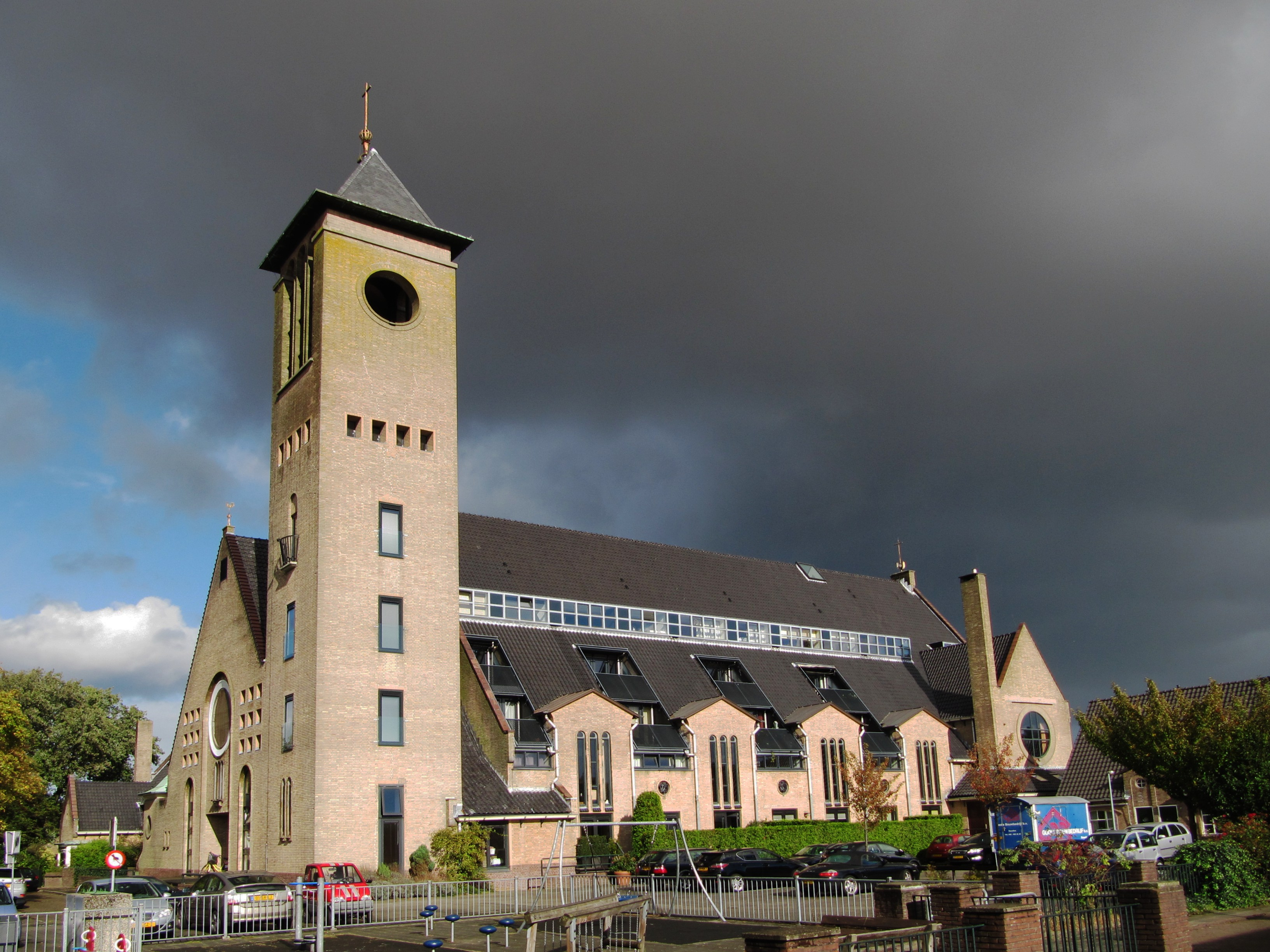
Sint-Josephkerk (Hilversum)

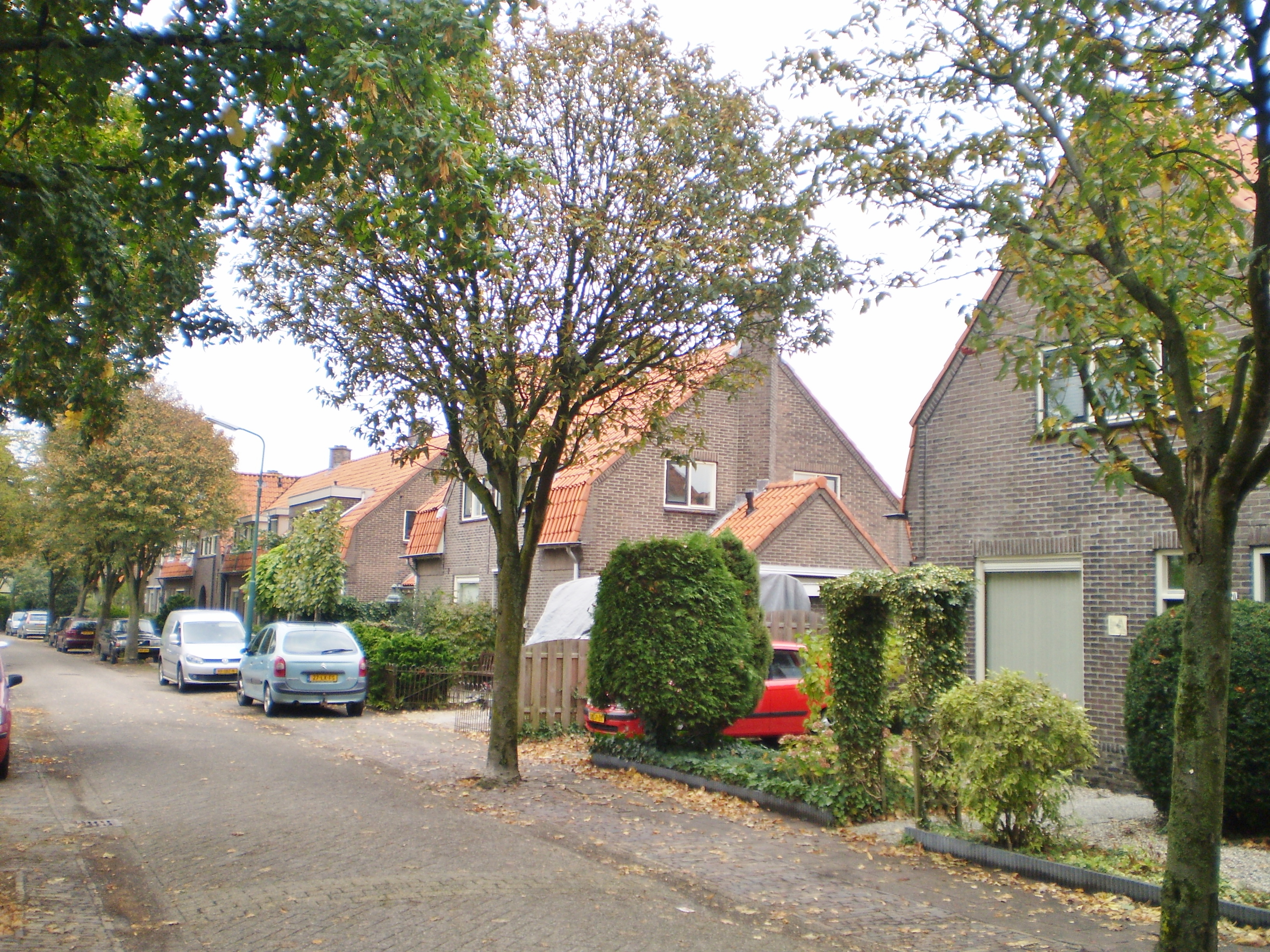
Lindenlaan Baarn

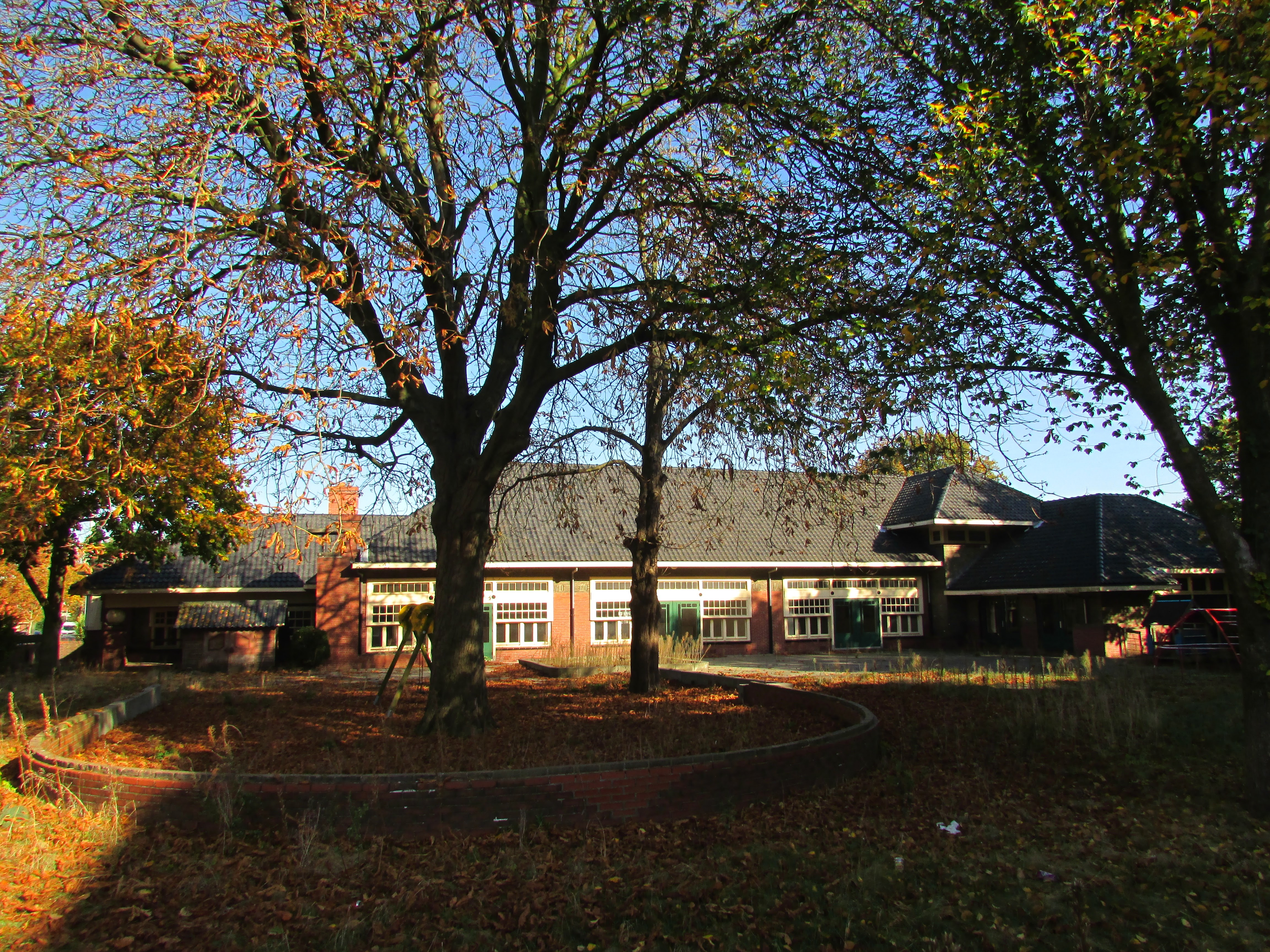
Cuneraschool

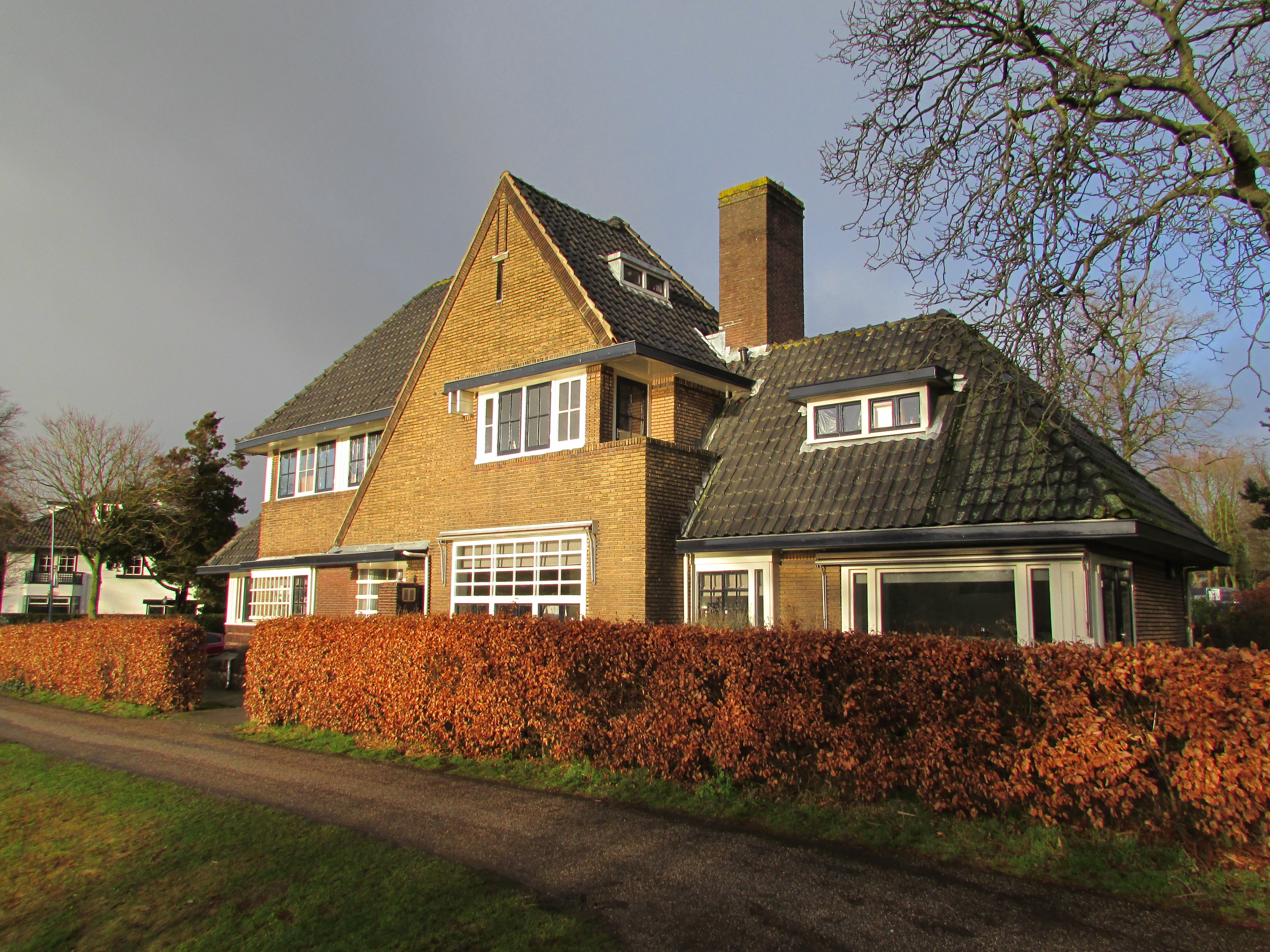
Laapersweg 3

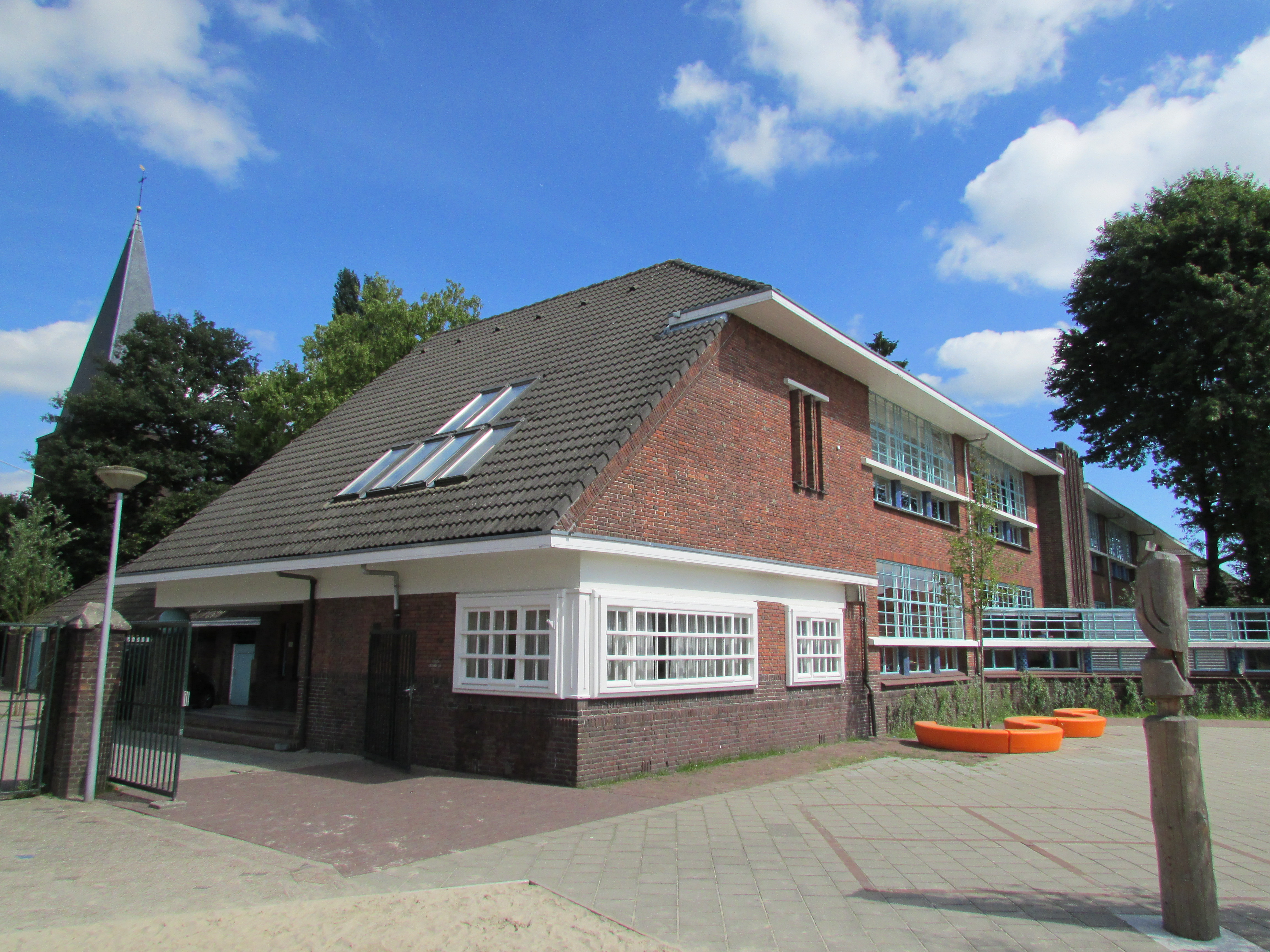
basisschool De Wilge

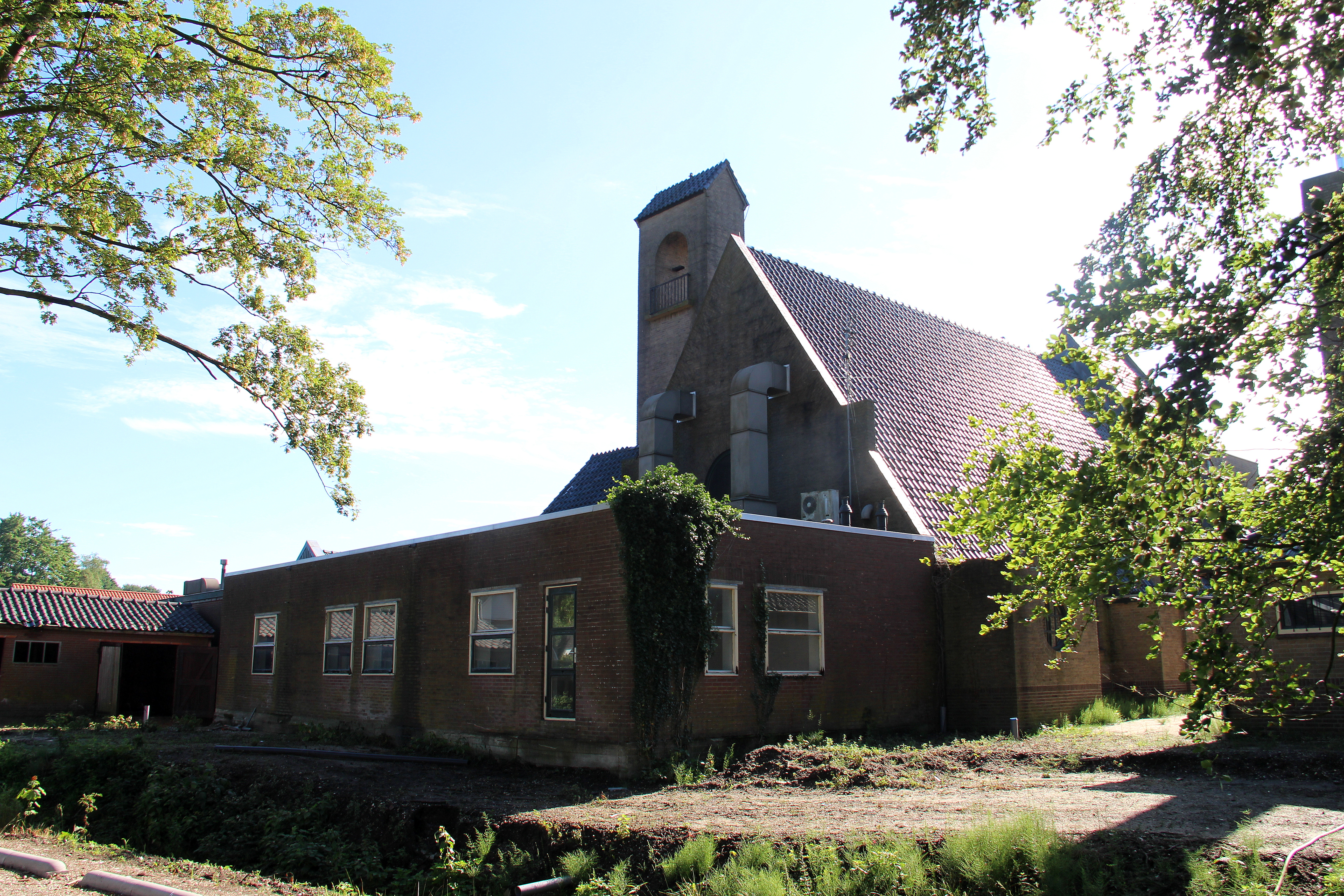
Voormalige Willibrorduskerk in Veenendaal

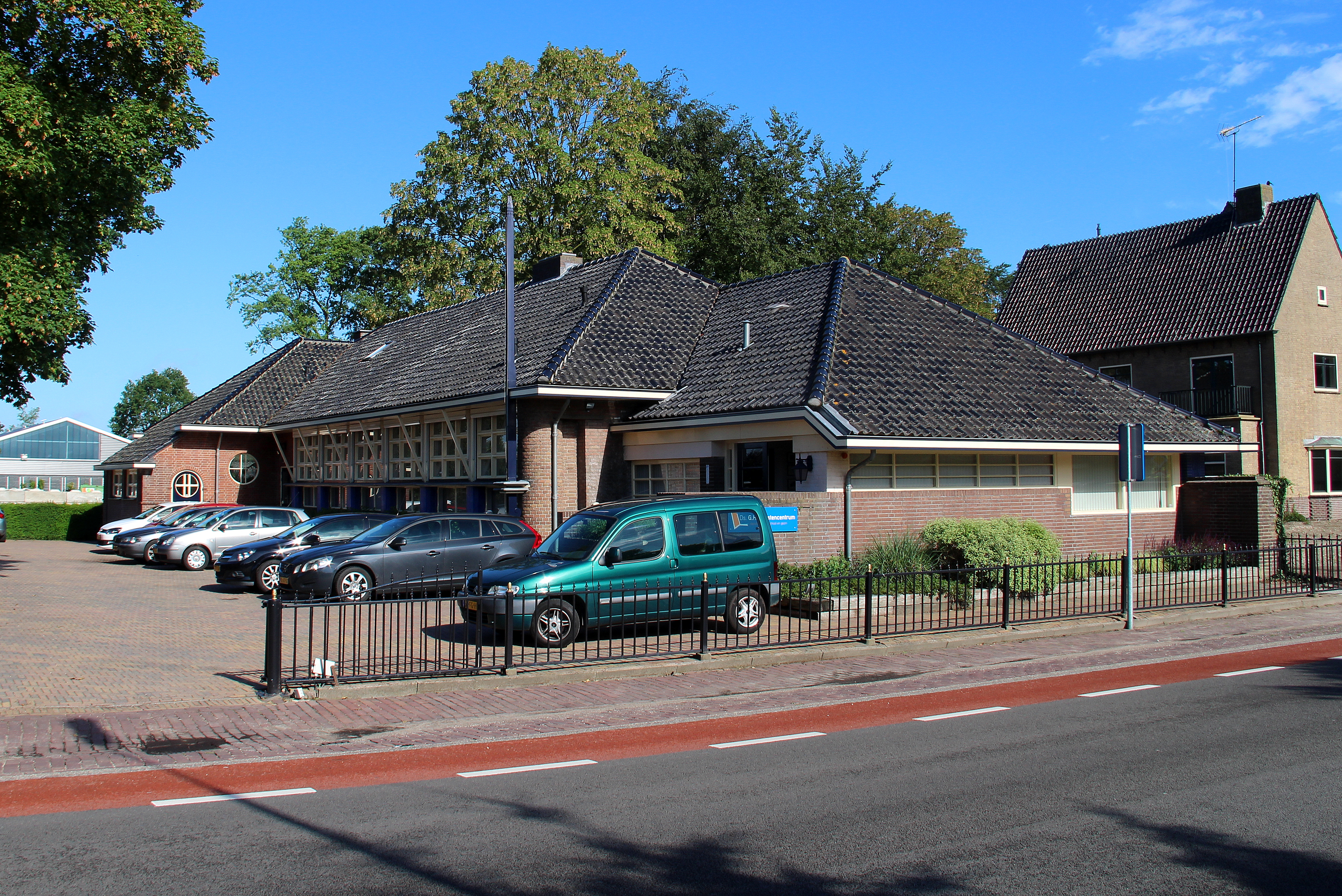
Willibrordusschool

- Arbeiderswoningen Zandvoortweg e.o. (1921)

Driebergen
- gemeenschapsgebouw 'St.Petrus Banden' - Rijsenburgselaan (1930)[1]

Enschede
- Wooncomplexen voor woningbouwvereniging Ons Huis (Enschede) - Steenweg Faberplein, Faberstraat, De Bouterstraat, Mr. Aalbersestraat, Margrietstraat en Ribbeltsweg; samen met J.H. Sluijmer (1923)[2]

Hilversum
- Clubhuis scouting St. Paulus - Achterom; in 1992 afgebrand (1939)
- eengezinswoningen - Floris Vosstraat (1939)
- dubbel landhuis - Soestdijkerstraatweg 19-21 (1939)
- villa en 2-onder-1 kap; naast elkaar gebouwd voor zijn kinderen - Nassaulaan 26, 28 en 30 (1938)
- Rooms-katholiek Lyceum voor ’ t Gooi (later Internationale school Alberdingk Thijm College - Emmastraat 56 (1937)
- landhuis - Utrechtseweg 115 (1937)
- 21 arbeiderswoningen - Veenshof 2 t/m 16, Nachtegaalstraat 35 (1936)
- Sint Josephkerk - Pelikaanstraat/Veenshof (1936)[3]
- arbeiderswoningen - Minckelersstraat, Nachtegaalstraat, Pelikaanstraat en Veenshof (1936)
- tandartswoning met garage - Koninginneweg 29 (1935)
- Villa	Koninginneweg 29 (1935)
- verenigingsgebouw - Irisstraat (1933)
- 2 winkels met bovenwoning - Kerkstraat 23 (1931)
- 80 eengezinswoningen - Van der Sande Bakhuyzenstraat-Struvestraat (1931)
- Catharinaschool, R-k. MULO, nadien verbouwd tot appartementencomplex voor jongeren - Groest 95 (1931)
- Ampèrestraat 45a-45b (1930)
- 95 eengezinswoningen Asterstraat, Bosdrift, Dotterstraat en Salviastraat (1930)
- Koffiebranderij annex koffie- pakhuis - Herenstraat 16 (1930)
- Gertrudisschool, lagere school voor meisjes - Cornelis Drebbelstraat 64 (1929)
- Sint Cuneraschool, kleuterschool, later: de Wilge - Kamerlingh Onnesweg 2 (1928)
- landhuis Gijsbrecht 6 (1928)
- Bungalow Laapersweg 16 (1927)
- Villa Laapersweg 3 (1927)
- landhuis - Laapersweg 1 (1927)
- landhuis - Laapersweg 14 (1926)
- woningen Ohmstraat 21 t/m 25 (1926)
- Coulombstraat 1 t/m 32 (1926)
- Villa	Laapersweg 14 (1926)
- 4 winkelhuizen - Koningsstraat hoek Emmastraat (1925)
- woonhuis - Laapersweg 24 (1924)
- 3 woningen Voltastraat 75 t/m 79 (1924)
- Bungalow - Laapersweg 24 (1924)
- eengezinswoningen - Jan van der Heydenstraat 124 t/m 152 (1924)
- dubbel woonhuis - Kapelstraat 35-37 (1923)
- arbeiderswoningen van Bouwvereniging St. Joseph - Electrobuurt (1922-1926)
- Calvijnschool - Eemnesserweg 107 (1929)
- Eemnesserweg 142 t/m 166 (1922)

Venlo
- kantoorgebouw

Veenendaal
- Willibrordusschool (1934)
- Willibrorduskerk - Nieuweweg-noord 253-255 (1934)